# Bayer 04 Leverkusen Fußball
Il Bayer 04 Leverkusen Fußball, noto semplicemente come Bayer Leverkusen, è una società calcistica tedesca di Leverkusen, città della Renania Settentrionale-Vestfalia, militante in Bundesliga, la massima serie tedesca. 
Di proprietà della multinazionale farmaceutica Bayer, dalla quale prende il nome, il club fu fondato il 1º luglio 1904 come polisportiva dal nome Turn- und Spielverein Bayer 04 Leverkusen, la cui sezione calcistica fu creata nel 1907. Ha esordito nella Bundesliga, la massima divisione tedesca, nel 1979 e da allora vi milita ininterrottamente. Vanta nel proprio palmarès un campionato tedesco, due Coppe di Germania, una Supercoppa di Germania e una Coppa UEFA. In ambito continentale ha raggiunto anche in una circostanza la finale di UEFA Champions League, oltre ad una di Europa League.
Gioca le partite casalinghe alla BayArena di Leverkusen, impianto da 30 210 posti.

## Storia
Il club fu fondato da alcuni impiegati dell'azienda farmaceutica Bayer il 1º luglio 1904 come polisportiva dal nome Turn- und Spielverein Bayer 04 Leverkusen, la cui sezione calcistica fu creata nel 1907. Nel 1928, in seguito a dissidi, la sezione calcistica e la sezione ginnica si separarono.
La sezione calcistica militò dalla fine degli anni venti fino ai primi anni trenta del XX secolo tra la terza e la quarta divisione tedesca, mentre nel 1936 ottenne la promozione in seconda divisione. Nel 1951 i rossoneri raggiunsero la Oberliga West, una delle massime divisioni di questo periodo. Qui si piazzarono per alcune stagioni a metà classifica ed ottennero il migliore risultato di questo periodo, il terzo posto, nella stagione 1954-1955. Ciononostante, il campionato seguente segnò il ritorno del club al secondo livello.

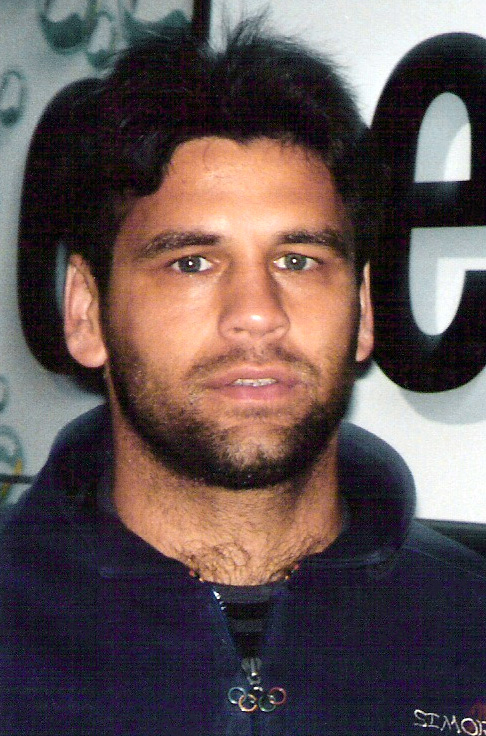
Ulf Kirsten, capocannoniere della Coppa delle Coppe 1993-1994 e della Coppa UEFA 1994-1995 con la maglia del Leverkusen.

Nel 1963 nacque la Bundesliga, ma il Bayer Leverkusen militò in questo periodo nella Regionalliga, il campionato di seconda divisione. Dopo aver mancato la promozione ai play-off nel 1968, nel 1973 il club retrocesse in terza divisione, per poi tornare nella neonata Zweite Bundesliga due anni dopo ed in massima serie nel 1979; da allora ha sempre militato in Bundesliga.
L'adattamento alla nuova categoria sembrò procedere lentamente: nei primi campionati il Leverkusen si mantenne lontano dal vertice e nella stagione 1981-1982, essendosi classificata al sedicesimo posto, ottenne la salvezza solo allo spareggio. Nel 1984 avvenne la riunificazione della sezione calcistica e quella ginnica, con la fondazione del TSV Bayer 04 Leverkusen e.V.
Nel 1985 venne assunto come allenatore Erich Ribbeck, che condusse la squadra al sesto posto in campionato. Questo risultato valse l'esordio del club nelle competizioni europee nella stagione successiva: i tedeschi parteciparono infatti alla Coppa UEFA 1986-1987. Sesti anche nell'annata seguente, parteciparono alla Coppa UEFA 1987-1988, dove, eliminando squadre più quotate, raggiunsero la doppia finale, nella quale prevalsero ai tiri di rigore contro l'Espanyol. 
Dopo la vittoria della coppa Ribbeck lasciò la squadra e fu sostituito dal pluridecorato allenatore olandese Rinus Michels, la cui breve gestione fu deludente. Quinto classificato nelle stagioni 1989-1990 e 1992-1993 del campionato tedesco, migliori piazzamenti di sempre fino a quel momento, il Bayer vinse la Coppa di Germania nel 1992-1993 ed esordì nella Coppa delle Coppe nell'edizione 1993-1994. Fu poi semifinalista della Coppa UEFA 1994-1995, competizione di cui fu capocannoniere il rossonero Ulf Kirsten, già migliore marcatore della Coppa delle Coppe 1993-1994.
I rossoneri ottennero per la prima volta il secondo posto in campionato nel 1996-1997, sotto la guida di Christoph Daum. Il risultato valse la partecipazione alla UEFA Champions League dell'edizione 1997-1998, dove il club raggiunse i quarti di finale. Secondo classificato in Bundesliga nelle stagioni 1998-1999 e 1999-2000, il Bayer sfiorò la vittoria del campionato nella seconda di queste due annate, in cui dilapidò un vantaggio di tre punti sul Bayern Monaco all'ultima giornata.
Nella stagione 2001-2002, sotto la guida del tecnico Klaus Toppmöller, la squadra raggiunse per la prima volta la finale della UEFA Champions League, dove fu sconfitta per 2-1 dal Real Madrid. La stagione ebbe un epilogo beffardo, in quanto le aspirine avevano perso il campionato, dopo aver sperperato un vantaggio che ammontava a ben cinque punti a quattro giornate dalla fine, e anche la finale di coppa nazionale.
Perse le stelle Michael Ballack e Zé Roberto, il Bayer esonerò Toppmöller nel febbraio 2003, con la squadra che stazionava pericolosamente in zona retrocessione. I rossoneri raggiunsero una sofferta salvezza nel 2002-2003, annata segnata dall'emergere di una situazione debitoria importante. Tornata a qualificarsi alla UEFA Champions League nel 2003-2004, negli anni a venire la squadra ottenne piazzamenti validi per la qualificazione alla Coppa UEFA, dove raggiunse i quarti per due volte. Sconfitto nella finale della coppa nazionale nel 2008-2009, nel 2009-2010 il Bayer ottenne il titolo di campione d'inverno, ma nella seconda parte di stagione perse terreno scivolando addirittura fuori dalla zona valida per la qualificazione alla UEFA Champions League. Secondo nel 2010-2011, annata del ritorno di Michael Ballack, e terzo nel 2012-2013, nel 2016-2017 il Bayer raggiunse la salvezza solo grazie al dodicesimo posto. Nel 2019-2020 le aspirine si qualificarono per la finale di Coppa di Germania, poi persa.

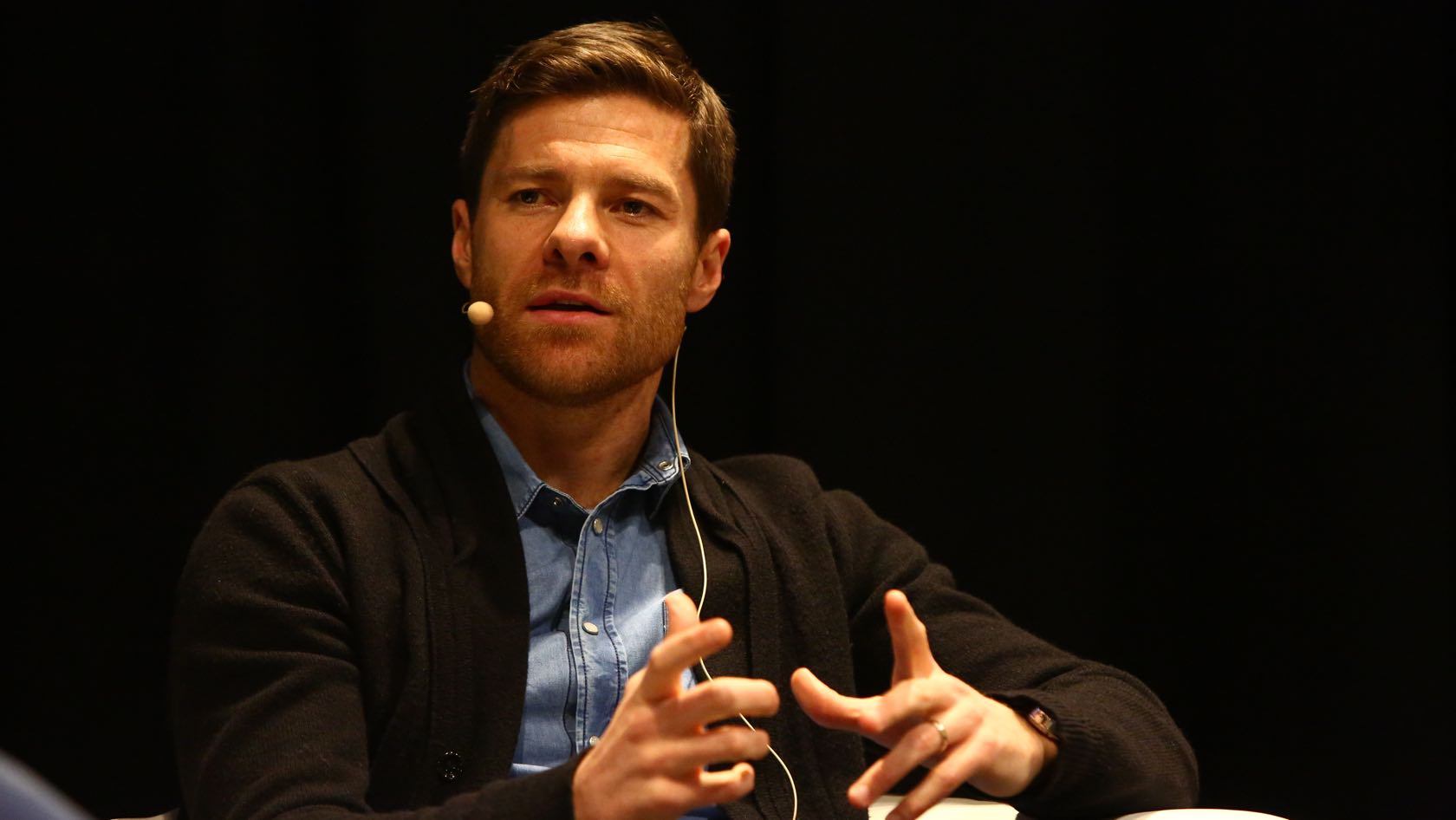
Xabi Alonso, l'allenatore con cui il Bayer ha vinto per la prima volta il campionato tedesco

Terzo classificato in campionato nel 2021-2022 sotto la guida di Gerardo Seoane (con conseguente ritorno in Champions League dopo 2 anni di assenza), nella stagione 2022-2023 il Bayer parte male in tutte le competizioni, collezionando ben 8 sconfitte in 12 partite, con di conseguenza l'esonero di Seoane. Le redini della squadra vennero prese dal tecnico Xabi Alonso, che risollevò la squadra, portandola dai bassifondi della classifica al sesto posto finale e alle semifinali di Europa League. Nella stagione 2023-2024 il Bayer Leverkusen conseguì il double vincendo il campionato per la prima volta (primo trofeo in 31 anni) e da imbattuto, prima volta nella storia del campionato tedesco, e aggiudicandosi la Coppa di Germania. Nella stessa stagione prolungò a 51 la striscia di partite consecutive senza sconfitte, interrotta nella finale di Europa League, dove la squadra tedesca fu sconfitta dall'Atalanta per 3-0.
La stagione successiva si apre con la vittoria ai rigori contro lo Stoccarda nella Supercoppa di Germania.

## Cronistoria
Piazzamenti dal 1947:

## Strutture

### Stadio

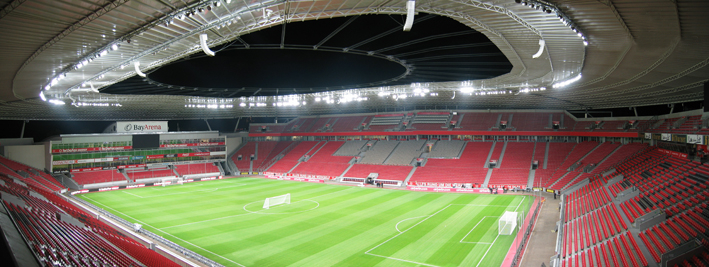
Veduta panoramica della BayArena.

Dal 1958 il club disputa le proprie gare interne nella BayArena, che sorge a Leverkusen e che può ospitare 30 210 spettatori. Ristrutturato nel 1990 e nel 2009, l'impianto era conosciuto anche come stadio Ulrich-Haberland, per poi assumere l'attuale denominazione dal 2008.
Ha ospitato anche quattro partite del campionato mondiale femminile di calcio 2011, incluso un quarto di finale.

## Allenatori e presidenti
Tutti gli allenatori a partire dal 1948:
- 1948-1949  Karl Winkler
- 1949-1950  Lori Polster (01 gen.-30 giu.)
- 1951-1953  Franz Strehle
- 1953-1956  Sepp Kretschmann
- 1956-1957  Emil Melcher
- 1957-1960  Edmund Conen
- 1960-1962  Erich Garske
- 1962-1965  Fritz Pliska
- 1965-1972  Theo Kirchberg
- 1972-1973  Gero Bisanz
- 1973-1974  Gero Bisanz (01 lug.-15 set.)
 Friedhelm Renno (01 gen.-30 giu.)
- 1974-1975  Manfred Rummel
- 1975-1976  Manfred Rummel (01 lug.-10 feb.)
 Radoslav Momirski (11 feb.-29 mar.)
 Willibert Kremer (01 gen.-30 giu.)
- 1976-1981  Willibert Kremer
- 1981-1982  Willibert Kremer (01 lug.-22 nov.)
 Gerhard Kentschke (01 gen.-30 giu.)
- 1982-1985  Dettmar Cramer
- 1985-1988  Erich Ribbeck
- 1988-1989  Rinus Michels (01 lug.-13 apr.)
 Jürgen Gelsdorf (13 apr.-30 giu.)
- 1989-1991  Jürgen Gelsdorf
- 1991-1992  Reinhard Saftig
- 1992-1993  Reinhard Saftig (01 lug.-04 mag.)
 Dragoslav Stepanović (04 mag.-30 giu.)
- 1993-1994  Dragoslav Stepanović
- 1994-1995  Dragoslav Stepanović (01 lug.-07 apr.)
 Peter Hermann (08 apr.-09 apr.)
 Erich Ribbeck (10 apr.-30 giu.)
- 1995-1996  Erich Ribbeck (01 lug.-28 apr.)
 Peter Hermann (28 apr.-30 giu.)
- 1996-2000  Christoph Daum
- 2000-2001  Christoph Daum (01 lug.-21 ott.)
 Rudi Völler (21 ott.-12 nov.)
 Berti Vogts (13 nov.-30 giu.)
- 2001-2002  Klaus Toppmöller
- 2002-2003  Klaus Toppmöller (01 lug.-16 feb.)
 Thomas Hörster (17 feb.-12 mag.)
 Klaus Augenthaler (01 gen.-30 giu.)
- 2003-2005  Klaus Augenthaler
- 2005-2006  Klaus Augenthaler (01 lug.-16 set.)
 Rudi Völler (17 set.-08 ott.)
 Michael Skibbe (09 ott.-30 giu.)
- 2006-2008  Michael Skibbe
- 2008-2009  Bruno Labbadia
- 2009-2011  Jupp Heynckes
- 2011-2012  Robin Dutt (01 lug.-31 mar.)
 Sascha Lewandowski (01 apr.-30 giu.)
- 2012-2013  Sascha Lewandowski
- 2013-2014  Sami Hyypiä (01 lug.-04 apr.)
 Sascha Lewandowski (05 apr.-30 giu.)
- 2014-2016  Roger Schmidt
- 2016-2017  Roger Schmidt (01 lug.-04 mar.)
 Tayfun Korkut (06 mar.-30 giu.)
- 2017-2018  Heiko Herrlich
- 2018-2019  Heiko Herrlich (01 lug.-22 dic.)
 Peter Bosz (23 dic.-30 giu.)
- 2019-2020  Peter Bosz
- 2020-2021  Peter Bosz (01 lug.-22 mar.)
 Hannes Wolf (23 mar.-30 giu.)
- 2021-2022  Gerardo Seoane
- 2022-2023  Gerardo Seoane (01 lug.-05 ott.)
 Xabi Alonso (05 ott.-30 giu.)
- 2023-2025  Xabi Alonso
- 2025-  Erik ten Hag

## Calciatori

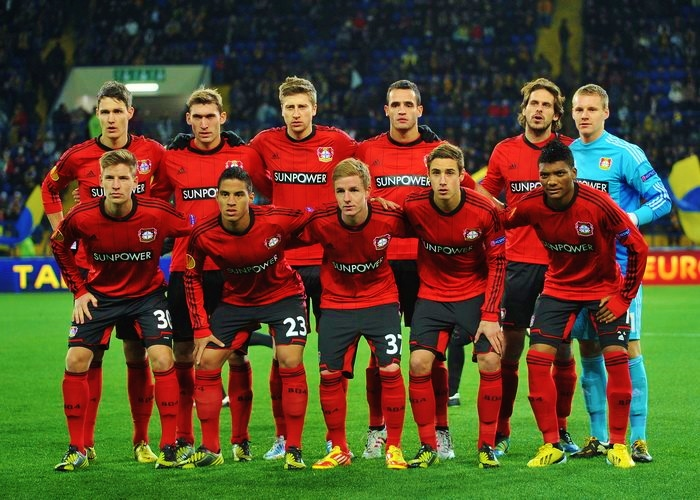
I giocatori del Bayer Leverkusen posano prima della partita di Europa League contro il nel 2015

### Formazione del secolo
Il 21 maggio 2004 il Bayer Leverkusen ha annunciato la Formazione del secolo, secondo i voti via internet di oltre 4.000 tifosi, che hanno scelto i giocatori da una lista di 51 glorie antiche e recenti del club. Ecco la formazione votata:
- Rüdiger Vollborn P
- Jorginho D
- Lúcio D
- Jens Nowotny D
- Juan D
- Michael Ballack C
- Emerson C
- Zé Roberto C
- Bernd Schneider C
- Ulf Kirsten A
- Rudi Völler A

Riserve
- Hans-Jörg Butt P
- Jan Heintze D
- Thomas Hörster D
- Christian Wörns D
- Carsten Ramelow C
- Bernd Schuster C
- Paulo Sérgio C
- Cha Bum-Kun A

### Vincitori di titoli
I seguenti giocatori hanno ottenuto risultati di prestigio nel periodo di militanza nella società:

#### Calciatori campioni del mondo
- Paulo Sérgio  (Stati Uniti 1994)
- Lúcio  (Corea del Sud-Giappone 2002)
- Exequiel Palacios  (Qatar 2022)

#### Calciatori campioni continentali
- Emerson  (Paraguay 1999)
- Zé Roberto  (Paraguay 1999)
- Frankie Hejduk  (Stati Uniti 2002)
- Juan   (Perù 2004, Venezuela 2007)
- Landon Donovan  (Stati Uniti 2005)
- Robbie Kruse  (Australia 2015)
- Charles Aránguiz  (USA 2016)
- Exequiel Palacios   (Brasile 2021, USA 2024)
- Odilon Kossounou  (Costa d'Avorio 2023)
- Alejandro Grimaldo  (Germania 2024)

#### Confederations Cup
- Juan (2005, 2007)
- Roque Júnior (2005)

#### Calciatori vincitori della Nations League
- Moussa Diaby (2021)

#### Altri riconoscimenti
- Calciatore tedesco dell'anno: 1

 Michael Ballack (2002)
- Calciatore dell'anno (ASF/SFV): 1

 Tranquillo Barnetta (2008)
- Calciatore finlandese dell'anno: 2

 Sami Hyypiä (2009, 2010)
- Calciatore bulgaro dell'anno: 3

 Dimităr Berbatov (2002, 2004, 2005)
- Calciatore australiano dell'anno: 1

 Robbie Kruse (2013)
- Capocannoniere della Bundesliga: 4

 Ulf Kirsten (1992-1993 con Anthony Yeboah, 1996-1997, 1997-1998)
 Stefan Kiessling (2012-2013)
- Capocannonieri della Coppa delle Coppe: 1

 Ulf Kirsten (1993-1994)
- Capocannonieri della Coppa UEFA: 1

 Ulf Kirsten (1994-1995)

## Palmarès

### Competizioni nazionali
- Campionato tedesco: 1

2023-2024
- Coppa di Germania: 2

1992-1993, 2023-2024
- Supercoppa di Germania: 1

2024
- 2. Fußball-Bundesliga: 1

1978-1979
- Fußball-Regionalliga: 1

1967-1968 (Regionalliga Ovest)

### Competizioni internazionali
- Coppa UEFA: 1

1987-1988

### Competizioni giovanili
- Under-19 Bundesliga: 3

1985–1986, 1999-2000, 2006-2007
- DFB-Pokal der Junioren: 1

2007-2008
- Under-17 Bundesliga: 2

1991-1992, 2015-2016
- Torneo Internazionale Maggioni-Righi: 1

1994
- Torneo Internazionale Calcio Giovanile Città di Abano Terme: 1

2011

### Altri piazzamenti
- Campionato tedesco:

Secondo posto: 1996-1997, 1998-1999, 1999-2000, 2001-2002, 2010-2011, 2024-2025
Terzo posto: 1993-1994, 1997-1998, 2003-2004, 2012-2013, 2015-2016, 2021-2022
- Coppa di Germania:

Finalista: 2001-2002, 2008-2009, 2019-2020
Semifinalista: 1988-1989, 1991-1992, 1995-1996, 2002-2003, 2017-2018, 2024-2025
- Coppa di Lega tedesca:

Semifinalista: 1998, 1999, 2000, 2002, 2004
- Supercoppa di Germania:

Finalista: 1993
- UEFA Champions League:

Finalista: 2001-2002
- Coppa UEFA/Europa League:

Finalista: 2023-2024
Semifinalista: 1994-1995, 2022-2023

## Statistiche e record

### Partecipazione ai campionati e ai tornei internazionali

#### Campionati nazionali
Dal dopoguerra il club ha giocato in massima divisione nell'Oberliga West soprattutto nella prima metà degli anni Cinquanta, prima di tornarvi stabilmente dalla Bundesliga 1979-1980. Qui ha ottenuto cinque secondi posti, l'ultimo dei quali nell'edizione 2010-2011, ed altrettanti terzi posti, prima del successo ottenuto nel 2023-2024.
Dalla stagione 1949-1950 alla stagione 2025-2026 compresa, la squadra ha partecipato a:
| Livello | Categoria                | Partecipazioni | Debutto   | Ultima stagione | Totale |
| ------- | ------------------------ | -------------- | --------- | --------------- | ------ |
| 1º      | Oberliga West            | 6              | 1951-1952 | 1962-1963       | 53     |
| 1º      | Bundesliga               | 47             | 1979-1980 | 2025-2026       | 53     |
| 2º      | 2. Oberliga West         | 8              | 1949-1950 | 1961-1962       | 22     |
| 2º      | Regionalliga West        | 10             | 1963-1964 | 1972-1973       | 22     |
| 2º      | 2. Fußball-Bundesliga    | 4              | 1975-1976 | 1978-1979       | 22     |
| 3º      | Verbandsliga Mittelrhein | 2              | 1973-1974 | 1974-1975       | 2      |

#### Partecipazione alle coppe europee
Il Bayer Leverkusen ha vinto la Coppa UEFA 1987-1988 dopo aver battuto l'Espanyol nel doppio confronto: i tedeschi erano stati sconfitti per 3-0 in Spagna, avevano prevalso nell'incontro casalingo con identico punteggio al termine dei tempi regolamentari e supplementari e lo avevano poi vinto ai calci di rigore. Un altro risultato prestigioso raggiunto dal club è stato la disputa della finale della Champions League 2001-2002, persa per 2-1 contro il Real Madrid. Notevole anche il raggiungimento della semifinale della Coppa UEFA 1994-1995, persa contro il Parma, poi vincitore del trofeo, e di un'altra finale nell'Europa League 2023-2024, persa contro l'Atalanta 3-0.
Alla stagione 2025-2026 il club ha ottenuto le seguenti partecipazioni ai tornei internazionali:
| Categoria                                | Partecipazioni | Debutto   | Ultima stagione |
| ---------------------------------------- | -------------- | --------- | --------------- |
| Coppa dei Campioni/UEFA Champions League | 15             | 1997-1998 | 2025-2026       |
| Coppa delle Coppe                        | 1              | 1993-1994 | 1993-1994       |
| Coppa UEFA/UEFA Europa League            | 19             | 1986-1987 | 2023-2024       |
| Coppa Intertoto                          | 1              | 1995      | 1995            |

### Statistiche individuali
Con 401 partite di Bundesliga giocate dal 1984 al 1999, Rüdiger Vollborn è il giocatore del Bayer Leverkusen con più presenze nella massima divisione tedesca. Sebbene sia stato il portiere titolare fino al 1996, è stato utilizzato solo sporadicamente fino al 1999 e poi ha concluso la sua carriera professionistica; è stato l'allenatore dei portieri del club fino al 2012. Gli altri giocatori del Bayer Leverkusen con più presenze sono Ulf Kirsten (1990-2003) con 350, Stefan Kießlin (2006-2018) con 344, Carsten Ramelow (1996-2008) con 333, Thomas Hörster (1977-1991) con 332, Simon Rolfes (2005- 2015) con 288, Gonzalo Castro (2005-2015) con 286, Bernd Schneider (1999-2009) con 263 e Jens Nowotny (1996-2006) con 230 presenze in Bundesliga.
Ulf Kirsten è il miglior marcatore del Bayer Leverkusen, avendo realizzato 181 reti durante tutta la sua militanza nel club.

### Statistiche di squadra
Nelle competizioni europee il Bayer Leverkusen ha ottenuto contro i georgiani della Dinamo Tbilisi la miglior vittoria in assoluto, un 6-1 nel secondo turno preliminare della UEFA Champions League 1997-1998, mentre la peggior sconfitta, un 7-1, è avvenuta contro gli spagnoli del Barcellona nel ritorno degli ottavi della UEFA Champions League 2011-2012.
La squadra detiene il record europeo per la striscia di imbattibilità stagionale più lunga tra tutte le competizioni (51 partite). La striscia è iniziata il 19 agosto 2023 e si è interrotta il 22 maggio 2024, nella finale dell'Europa League.
Il Bayer Leverkusen è l'unica squadra che ha vinto il campionato tedesco da imbattuta (2023-2024).

## Tifoseria
Il Bayer Leverkusen conta 355 fan club in cui sono organizzati circa 50 000 membri. Per ogni partita casalinga viene pubblicato il giornale gratuito dello stadio, il BayArena Magazin. Il Mad-Boyz Leverkusen, fondato nel 1994, fu uno dei primi fan club di ultrà costituiti in Germania; si tratta della fusione di due precedenti fan club, Soccer Boys e Madness, nati rispettivamente nel 1989 e nel 1990. 

### Rivalità

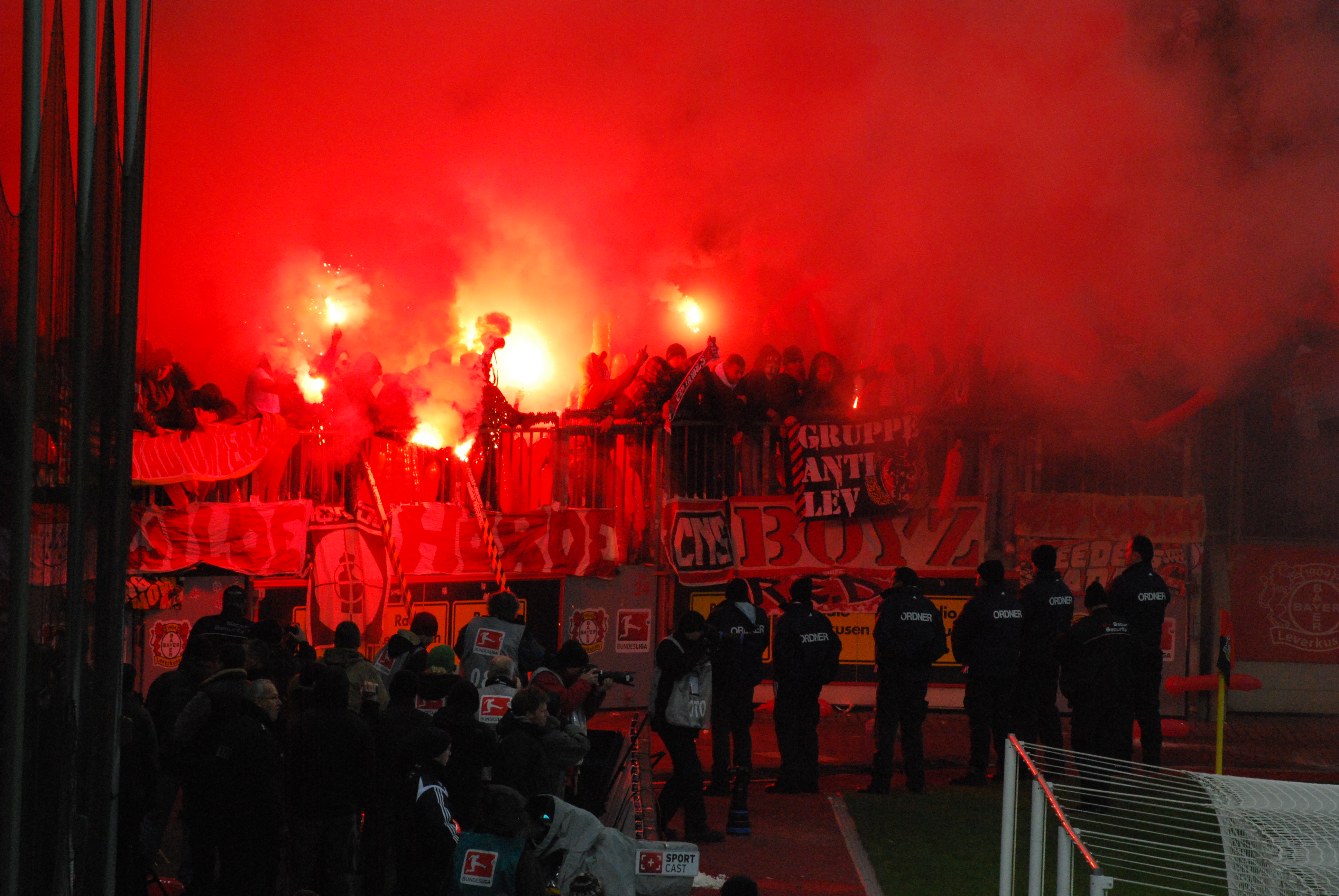
Tifosi del Leverkusen in trasferta a Colonia.

La più grande rivalità campanilistica è quella con il Colonia, a causa della vicinanza delle due città. Nel corso degli anni vari eventi hanno contribuito all'acuirsi della contrapposizione: nel 1996-1997 le speranze del Bayer Leverkusen di vincere il campionato per la prima volta furono spente dalla vittoria del Colonia per 4-0; nell'annata successiva un pareggio contro il Bayer per 2-2 sancì, invece, la prima retrocessione del Colonia in seconda serie.

## Organico

### Rosa 2025-2026
Rosa e numerazione aggiornate al 14 agosto 2025.
| N. |                         | Ruolo | Calciatore                |
| -- | ----------------------- | ----- | ------------------------- |
| 3  | Ecuador (bandiera)      | D     | Piero Hincapié            |
| 4  | Inghilterra (bandiera)  | D     | Jarell Quansah            |
| 7  | Germania (bandiera)     | A     | Jonas Hofmann             |
| 8  | Germania (bandiera)     | C     | Robert Andrich (capitano) |
| 10 | Stati Uniti (bandiera)  | C     | Malik Tillman             |
| 11 | Francia (bandiera)      | A     | Martin Terrier            |
| 12 | Burkina Faso (bandiera) | D     | Edmond Tapsoba            |
| 13 | Brasile (bandiera)      | D     | Arthur                    |
| 14 | Rep. Ceca (bandiera)    | A     | Patrik Schick             |
| 16 | Francia (bandiera)      | D     | Axel Tape                 |
| 18 | Argentina (bandiera)    | A     | Alejo Sarco               |
| 19 | Paesi Bassi (bandiera)  | A     | Ernest Poku               |

| N. |                        | Ruolo | Calciatore         |
| -- | ---------------------- | ----- | ------------------ |
| 20 | Spagna (bandiera)      | D     | Alejandro Grimaldo |
| 21 | Francia (bandiera)     | C     | Amine Adli         |
| 22 | Nigeria (bandiera)     | A     | Victor Boniface    |
| 23 | Nigeria (bandiera)     | A     | Nathan Tella       |
| 24 | Spagna (bandiera)      | C     | Aleix García       |
| 25 | Argentina (bandiera)   | C     | Exequiel Palacios  |
| 26 | Paesi Bassi (bandiera) | P     | Mark Flekken       |
| 28 | Germania (bandiera)    | P     | Janis Blaswich     |
| 30 | Algeria (bandiera)     | C     | Ibrahim Maza       |
| 34 | Camerun (bandiera)     | A     | Christian Kofane   |
| 36 | Germania (bandiera)    | P     | Niklas Lomb        |
| 44 | Francia (bandiera)     | D     | Jeanuël Belocian   |

### Staff tecnico
- Erik ten Hag - Allenatore
- Sebastián Parrilla - Allenatore in seconda
- Alberto Encinas - Allenatore in seconda
- David Thiel - Preparatore dei portieri
- Marcel Daum - Collaboratore tecnico
- Daniel Jouvin - Preparatore atletico
- Schahriar Bigdeli - Preparatore atletico
- Hans-Peter Lehnhoff - Team manager

## Bayer Giants Leverkusen
La sezione cestistica, fondata nel 1961, nel settembre 2008 ha dovuto ripartire dalle serie inferiori a causa di gravi problemi finanziari. Attualmente gioca in ProA, seconda divisione del campionato tedesco. Con 14 vittorie del campionato tedesco, di cui 7 consecutive tra il 1989 e il 1996 è una delle squadre più titolate di Germania. Con 10 titoli inoltre, detiene il record di coppe di Germania vinte.